# Patrick Coveney
Patrick Coveney (ur. 29 lipca 1934 w Corku w Irlandii, zm. 22 października 2022) – duchowny katolicki, arcybiskup, emerytowany nuncjusz apostolski.

## Życiorys
21 lutego 1959 otrzymał święcenia kapłańskie z rąk Luigiego Traglii i został inkardynowany do diecezji Cork i Ross. W 1956 rozpoczął przygotowanie do służby dyplomatycznej na Papieskiej Akademii Kościelnej.
27 lipca 1985 został mianowany przez Jana Pawła II pro-nuncjuszem apostolskim w Zimbabwe oraz arcybiskupem tytularnym Satrianum. Sakry biskupiej 15 września 1985 r. udzielił kard. Agostino Casaroli.
Następnie reprezentował Stolicę Świętą w Etiopii (1990-1996), Nowej Zelandii w innych krajach regionu Pacyfiku (1996-2005).
25 stycznia 2005 został przeniesiony do nuncjatury w Grecji. 16 lipca 2009 przeszedł na emeryturę.